# Gylippus spinimanus
Espèce
Gylippus spinimanus est une espèce de solifuges de la famille des Gylippidae.

## Distribution
Cette espèce est endémique d'Iran.

## Description
Le mâle décrit par Roewer en 1933 mesure 21 mm et la femelle 26 mm.

## Publication originale
- Birula, 1905 : Beiträge zur Kenntnis der Solifugen-Fauna Persiens. Bulletin de l'Académie impériale des sciences de St.-Pétersbourg, sér. 5, vol. 22, p. 247-286 (texte intégral).